# Законодательное собрание Свердловской области
Законода́тельное собра́ние Свердло́вской о́бласти — представительный законодательный орган Свердловской области. Статус и полномочия Законодательного Собрания определяются Уставом Свердловской области, порядок избрания — Избирательным кодексом Свердловской области.
История Законодательного собрания Свердловской области восходит к 1919 году и учреждению Екатеринбургской губернии и созданного при ней Екатеринбургского губернского совета рабочих, крестьянских и красноармейских депутатов.
Современная история Законодательного Собрания Свердловской области начинается с 1994 года, когда была избрана однопалатная Свердловская областная дума в соответствии с Временным положением о выборах депутатов Свердловской областной думы, утверждённым постановлением главы администрации Свердловской области Алексеем Страховым № 24 от 25 января 1994 года, который заменил собой Свердловский областной Совет народных депутатов, распущенный Указом Президента РФ № 1874 в связи с провозглашением Уральской республики. Уже в конце того же года, дума утвердила Устав Свердловской области, который предусматривал двухпалатный парламент — Законодательное собрание Свердловской области. В 2011 году стала однопалатным. В течение последующих созывов, круг обязанностей, порядок избрания, сроки и размеры полномочий собрания неоднократно менялся.
С 1994 по 1996 года, выборы прошли по мажоритарной системе (в семи избирательных округах избиралось 28 кандидатов). С 1996 по 2011 года — выборы в нижнюю палату происходили по партийными спискам, а в верхнюю палату — по одномандатным округам. С 2011 года — по параллельной (некомпенсированной) избирательной системе, где 25 депутатов избирается по одномандатным округам, а ещё 25 — по партийным спискам.
Срок полномочий Законодательного собрания Свердловской области с 2011 года составляет 5 лет.

## История

### Гражданская война на Урале (1918 — 1922)

#### Советская власть
Ещё в начале XX-го века, в Российской империи шли острые дискуссии о необходимости реорганизации административных границ и органов административной власти, которые привели к созданию проекта об учреждении Екатеринбургской губернии из уездов Пермской губернии, расположенных на восточной стороне Уральского хребта, и некоторых уездов Тобольской и Оренбургской губерний, который был отложен в результате начавшийся Первой мировой войны.
После октябрьского переворота, вопрос о реформе административных единиц был поднят ВЦИК, и задача по перекраиванию границ в конце 1917 года была возложена на местные советы рабочих, крестьянских, батрацких и солдатских депутатов. Таким образом, в апреле 1918 года, на объединённом Пермском съезде крестьянских, рабочих и солдатских депутатов было принято решение о разделении Пермской губернии на два округа: Пермский и Екатеринбургский, в связи с невозможностью управлением обширной территории и быстрого разрастания Екатеринбурга, который стал новым центром социально-экономической жизни среднего Урала.
Благодаря данному решению, объединённый съезд разделился, учредив Уральский (Екатеринбургский) областной совет рабочих, крестьянских и солдатских депутатов, который стал полуофициальным и полулегальным органом высшей власти, и активно действовал в своём изначальном составе вплоть до официального учреждения Екатеринбургской губернии.
За время своего непродолжительного существования, до захвата белыми силами Екатеринбурга, занималась, в основном, революционным террором и репрессиями, стремясь любой ценой удержать советскую власть в регионе: занималась подавлением восстания рабочих Верх-Исетского завода в мае 1918 года, арестами политических оппонентов, расстрелом заложников и царской семьи:306, ликвидацией республиканских (временного правительства) органов власти, судов, прокуратуры, и комитетов общественной безопасности.

#### Белые силы и ВОПУ
После того, как белые силы во главе С.Н. Войцеховского берёт штурмом Екатеринбург, и Сибирская республика стремительно продвигалось навстречу КОМУЧу, возникает проблема управления территориями, по итогу которых формируется просибирская марионеточная автономия — Временное областное правительство Урала и её Совет Временного областного правительства Урала, однако из-за политических амбиций её членов, и в особенности Л.А. Кроля, за сути до официального основания — 18 июля, ВОПУ провозглашает полную независимость, становясь буферным государством между ВСП и КОМУЧем.
Во время своей деятельности, фокусировался на подготовке концепции, документации, границ и полномочий будущей автономной области Урала. Помимо этого, активно занималась экономикой, промышленным, торговым и аграрным регулированием.

#### Восстановленная советская власть
На следующий день, после захвата Екатеринбурга большевиками, 15 июля 1919 года, было принято постановление НКВД «О разделе Пермской губернии на две самостоятельные — Пермскую и Екатеринбургскую», официально учредив Екатеринбургскую губернию. Был воссоздан Екатеринбургский областной совет рабочих, крестьянских и красноармейских депутатов.

### Союз Советских Социалистических Республик (1922 — 1991)
После образования СССР в 1922 году, начался процесс по реорганизации находящихся в хаосе административных единиц, их укрупнения, в результате чего губернии, уезды, волости были упразднены, и вместо них созданы области (края), округа и районы. Таким образом, в 1923 году, Постановлением ВЦИК от 3 ноября 1923 года, была образована Уральская область в результате объединения Пермской, Екатеринбургской, Челябинской и Тюменской губерний. Вместе с ними, был реорганизован облсовет в Уральский областной совет.
С 1934 года, с образованием Свердловской области, и после, в соответствии со Сталинской Конституцией, был образован Уральский областной совет депутатов трудящихся. Совет избирался непосредственно населением области на основании прямых, но нечестных, безальтернативных выборах, сроком на два года, где 100% всех мест всегда занимали Блок коммунистов и беспартийных. Сами выборы представляли собой некую форму народных гуляний и праздника, куда население заманивалось буфетами, детскими комнатами, увеселительными мероприятиями, а также пунктами продажи сладостей или иных дефицитных товаров. В дни выборах, агитаторы ходили по домам и призывали голосовать. Совет же собирался в полном составе на сессии, проходившие 2 раза в год.
В 1977 году был переименован в Свердловский областной совет народных депутатов, срок полномочий же был увеличен до 2,5 лет.
В период советской власти, Областной совет формировал Исполнительный комитет (Облисполком) — высший исполнительный орган областной власти, который при этом был подотчётен Свердловскому обкому КПСС, который фактически и представлял собой высший исполнительно-распорядительный и законодательный орган области, решения которого явно или неявно лишь формально утверждались облсоветом.

### Российская Федерация (1991 —н.в.)

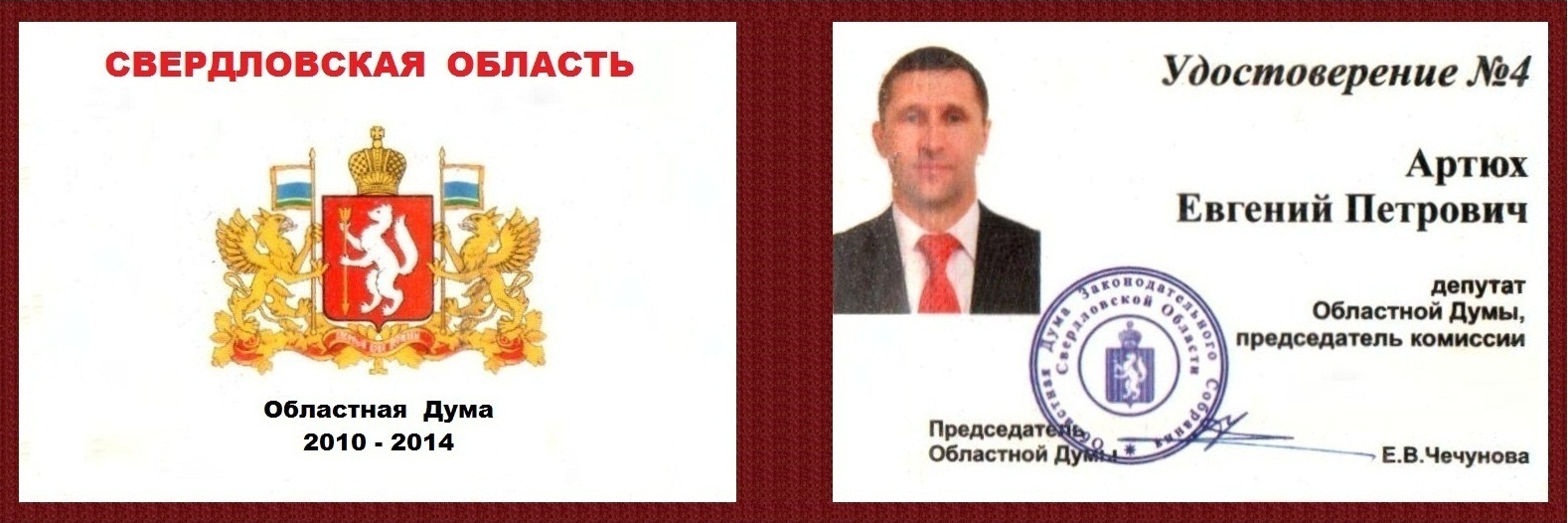
Удостоверение Депутата Законодательного собрания Свердловской области

После распада СССР и провозглашения независимости Российской Федерации, Свердловский областной совет народных депутатов продолжил свою работу, и во главе с Эдуардом Росселем стремился расширить свои полномочия, а также автономию, что вылилось в провозглашение Уральской республики в 1993 году, в ответ на что 9 ноября 1993 года, Б.Н. Ельцин подписывает Указ Президента РФ № 1874 о роспуске Свердловского облсовета, а затем, 10 ноября, — Указ № 1890 об отстранении от должности Эдуарда Росселя.
В связи с роспуском Свердловского областного совета народных депутатов (он же Верховный совет Уральской Республики), была учреждена Свердловская областная дума, которая вскоре была избрана в соответствии с Временным положением о выборах депутатов Свердловской областной Думы, утверждённым постановлением главы администрации Свердловской области Алексеем Страховым № 24 от 25 января 1994 года. Согласно положению, выборы проходили в семи четырёхмандатных округах по мажоритарной системе (победителями становились 4 кандидата, набравших наибольшие количества голосов). Границы этих округов соответствовали границам одномандатных избирательных округов по выборам депутатов Государственной Думы в 1993 году.
Уже в конце того же года, дума утвердила Устав Свердловской области, который предусматривал двухпалатный парламент — Законодательное собрание Свердловской области.

#### I созыв
Выборы в Свердловскую областную I-го созыва прошли в 1994 году. В соответствии с Временном положением о выборах, выборы прошли по мажоритарной избирательной системе в семи четырёхмандатных избирательных округах. В думе 1-го созыва действовало 6 фракций:
- «Преображение Урала» — 3 из 28 мест.
- «Партия российского единства и согласия» — 2 из 28 мест.
- «Аграрная партия России» — 2 из 28 мест.
- «Демократическая партия России» — 1 из 28 мест.
- «Выбор России» — 1 из 28 мест.
- «Действие» — 1 из 28 мест.

#### II созыв
Выборы в Свердловскую областную II-го созыва прошли в 1996 году, с частичной ротацией в 1998 году. В соответствии с Уставом Свердловской области, выборы прошли в две палаты: в нижнюю по партийным спискам (14 депутатов — в 1996 году, и ещё 14 депутатов — в 1998 году), и в верхнюю по мажоритарной системе. В нижней палате ЗакСо 2-го созыва действовало 9 фракций:

1996 — 1998
1998 — 2000

- «Преображение Урала» — от 7 до 8 из 28 мест — правящая коалиция.
- «Наш дом — наш город» — от 3 до 7 из 28 мест  — правящая коалиция.
- «Коммунисты Свердловской области» — от 3 до 5 из 28 мест.
- «Горнозаводской Урал» — от 2 до 4 из 28 мест.
- «Наш дом — Россия» — 2 из 28 мест (с 1998 года).
- «Промышленный союз» — 1 из 28 мест (с 1998 года).
- «Социальная помощь и поддержка» — 1 из 28 мест (с 1998 до 2000 года. С 2000 — влилась ДТСГ «МАЙ»).
- «Аграрная партия России» — 2 из 28 мест (до 1998 года).
- «Партия российского единства и согласия» — 1 из 28 мест (до 1998 года).
- «Выбор России» — 1 из 28 мест (до 1998 года).

#### III созыв
Выборы в Свердловскую областную III-го созыва прошли в 2000 году, с частичной ротацией в 2002 году. В соответствии с Уставом Свердловской области, выборы прошли в две палаты: в нижнюю по партийным спискам (14 депутатов — в 2000 году, и ещё 14 депутатов — в 2002 году), и в верхнюю по мажоритарной системе. В нижней палате ЗакСо 3-го созыва действовало 9 фракций:

2000 — 2002
2002 — 2004

- Избирательный блок «Единство Урала» — от 7 до 12 из 28 мест — правящая коалиция.
- «Наш дом — наш город» — от 4 до 8 из 28 мест  — правящая коалиция.
- Движение трудящихся за социальные гарантии «МАЙ» — 3 из 28 мест (до 2002 года — далее влилась в КПРФ и ПП).
- «Коммунистическая партия Российской Федерации» — от 4 до 5 из 28 мест.
- «Единство и отечество» — 4 из 28 мест — правящая коалиция (поглощение НДНГ и ЕУ) (с 2002 года).
- «Партия пенсионеров» — 1 из 28 мест (с 2002 года).
- «Наш дом — Россия» — 2 из 28 мест (до 2002 года).
- «Горнозаводской Урал» — 2 из 28 мест (до 2002 года).
- «Промышленный союз» — 1 из 28 мест (до 2002 года).
- «Социальная помощь и поддержка» — 1 из 28 мест (до 2002 года).

#### IV созыв
Выборы в Свердловскую областную IV-го созыва прошли в 2004 году, с частичной ротацией в 2006 году. В соответствии с Уставом Свердловской области, выборы прошли в две палаты: в нижнюю по партийным спискам (14 депутатов — в 2004 году, и ещё 14 депутатов — в 2006 году), и в верхнюю по мажоритарной системе. В нижней палате ЗакСо 4-го созыва действовало 7 фракций:

2004 — 2006
2006 — 2008

- «Единая Россия» — от 15 до ~19 из 28 мест — правящая коалиция.
- «Коммунистическая партия Российской Федерации» — от 3 до 4 из 28 мест.
- «Либерально-демократическая партия России» — 2 из 28 мест.
- «Союз бюджетников Урала» — 1 из 28 мест — правящая коалиция.
- «Партия возрождения России» — 2 из 28 мест — правящая коалиция.
- «Партия пенсионеров» — от 1 до 4 из 28 мест.
- «Российская партия жизни» — 2 из 28 мест (с 2006 года).

#### V созыв
Выборы в Свердловскую областную V-го созыва прошли в 2008 году, с частичной ротацией в 2010 году. В соответствии с Уставом Свердловской области, выборы прошли в две палаты: в нижнюю по партийным спискам (14 депутатов — в 2008 году, и ещё 14 депутатов — в 2010 году), и в верхнюю по мажоритарной системе. В нижней палате ЗакСо 5-го созыва действовало 5 фракций:

2008 — 2010
2010 — 2011

- «Единая Россия» — от 16 до 17 из 28 мест.
- «Коммунистическая партия Российской Федерации» — от 3 до 5 из 28 мест.
- «Либерально-демократическая партия России» — от 2 до 4 из 28 мест.
- «Справедливая Россия» — от 2 до 3 из 28 мест.
- «Партия пенсионеров» — 4 из 28 мест (до 2010 года).

#### VI созыв
Выборы в Свердловскую областную VI-го созыва прошли в 2011 году. В соответствии с Уставом Свердловской области, выборы прошли по параллельной избирательной системе, где 25 человек избиралось по мажоритарной системе, а ещё 25 — по партийным спискам. В нижней палате ЗакСо 6-го созыва действовало 4 фракций:
- «Единая Россия» — 29 из 50 мест.
- «Справедливая Россия» — 9 из 50 мест.
- «Коммунистическая партия Российской Федерации» — 8 из 50 мест.
- «Либерально-демократическая партия России» — 4 из 50 мест.

#### VII созыв
Выборы в Свердловскую областную VII-го созыва прошли в 2016 году. В соответствии с Уставом Свердловской области, выборы прошли по параллельной избирательной системе, где 25 человек избиралось по мажоритарной системе, а ещё 25 — по партийным спискам. В нижней палате ЗакСо 7-го созыва действовало 4 фракций:
- «Единая Россия» — 35 из 50 мест.
- «Справедливая Россия» — 5 из 50 мест.
- «Либерально-демократическая партия России» — 5 из 50 мест.
- «Коммунистическая партия Российской Федерации» — 4 из 50 мест.

#### VIII созыв
Выборы в Свердловскую областную VIII-го созыва прошли в 2021 году. В соответствии с Уставом Свердловской области, выборы прошли по параллельной избирательной системе, где 25 человек избиралось по мажоритарной системе, а ещё 25 — по партийным спискам. В нижней палате ЗакСо 7-го созыва действовало 5 фракций:
- «Единая Россия» — 33 из 50 мест.
- «Коммунистическая партия Российской Федерации» — 9 из 50 мест.
- «Справедливая Россия» — 4 из 50 мест.
- «Либерально-демократическая партия России» — 2 из 50 мест.
- «Новые люди» — 2 из 50 мест.